# أش ستيمست
أشلي «أش» ستيمست (بالإنجليزية: Ash Stymest)‏ هو عارض أزياء بريطاني ويظهر على غلاف العديد من المجلات منها مجلة فوغ للموضة.

## حياته
في أوائل عام 2013 كان على علاقة مع أبنة جوني ديب الصغيرة ليلى روز ديب أستمرت العلاقة من عام 2015 حتى أنفصلوا عن بعضهم عام 2018.